# Liste der Bodendenkmäler in Cadolzburg
Auf dieser Seite sind die Bodendenkmäler in dem mittelfränkischen Markt Cadolzburg zusammengestellt. Diese Tabelle ist eine Teilliste der Liste der Bodendenkmäler in Bayern. Grundlage ist die Bayerische Denkmalliste, die auf Basis des Bayerischen Denkmalschutzgesetzes vom 1. Oktober 1973 erstmals erstellt wurde und seither durch das Bayerische Landesamt für Denkmalpflege geführt wird. Die folgenden Angaben ersetzen nicht die rechtsverbindliche Auskunft der Denkmalschutzbehörde.

## Bodendenkmäler in Cadolzburg
| Lage       | Objekt | Akten-Nr.     | Bild |
| ---------- | --- | ------------- | ---- |
| (Standort) | Bestattungsplatz mit Grabhügeln vorgeschichtlicher Zeitstellung oder jagdliche Anlage                       | D-5-6530-0001 |      |
| (Standort) | Burgstall des Mittelalters.                                                                                 | D-5-6530-0003 |      |
| (Standort) | Bestattungsplatz mit Grabhügeln vorgeschichtlicher Zeitstellung.                                            | D-5-6530-0009 |      |
| (Standort) | Siedlung vor- und frühgeschichtlicher Zeitstellung.                                                         | D-5-6530-0011 |      |
| (Standort) | Archäologische Befunde im Bereich des abgegangenen frühneuzeitlichen Schlosses                              | D-5-6530-0092 |      |
| (Standort) | Mittelalterliche und frühneuzeitliche Befunde im Bereich der Evang.-Luth. Filialkirche                      | D-5-6530-0095 |      |
| (Standort) | Burgstall des Mittelalters.                                                                                 | D-5-6530-0141 |      |
| (Standort) | Mittelalterliche und frühneuzeitliche Befunde im Bereich der Evang.-Luth. Kirche                            | D-5-6530-0142 |      |
| (Standort) | Mittelalterliche und frühneuzeitliche Befunde im Bereich der Cadolzburg.                                    | D-5-6531-0026 |      |
| (Standort) | Freilandstation des Mesolithikums, Siedlung des Neolithikums.                                               | D-5-6531-0027 |      |
| (Standort) | Reihengräberfeld des frühen Mittelalters.                                                                   | D-5-6531-0030 |      |
| (Standort) | Bestattungsplatz mit Grabhügeln vorgeschichtlicher Zeitstellung.                                            | D-5-6531-0033 |      |
| (Standort) | Bestattungsplatz mit Grabhügeln vorgeschichtlicher Zeitstellung.                                            | D-5-6531-0034 |      |
| (Standort) | Bestattungsplatz mit Grabhügeln vorgeschichtlicher Zeitstellung.                                            | D-5-6531-0035 |      |
| (Standort) | Freilandstation des Mesolithikums.                                                                          | D-5-6531-0038 |      |
| (Standort) | Freilandstation des Mesolithikums.                                                                          | D-5-6531-0039 |      |
| (Standort) | Bestattungsplatz vor- und frühgeschichtlicher Zeitstellung sowie Siedlung vor- und frühgeschichtlicher Zeit | D-5-6531-0042 |      |
| (Standort) | Freilandstation des Mesolithikums.                                                                          | D-5-6531-0043 |      |
| (Standort) | Freilandstation des Mesolithikums.                                                                          | D-5-6531-0045 |      |
| (Standort) | Burgstall des Mittelalters sowie mittelalterliche und frühneuzeitliche Befunde                              | D-5-6531-0109 |      |
| (Standort) | Siedlung vorgeschichtlicher Zeitstellung.                                                                   | D-5-6531-0142 |      |
| (Standort) | Untertägige spätmittelalterliche und frühneuzeitliche Teile der abgegangenen Kapelle                        | D-5-6531-0144 |      |
| (Standort) | Untertägige mittelalterliche und frühneuzeitliche Befunde im Bereich der Evang.-Luth. Kirche                | D-5-6531-0155 |      |
| (Standort) | Archäologische Befunde im Bereich der frühneuzeitlichen Friedhofskirche                                     | D-5-6531-0156 |      |
| (Standort) | Untertägige Teile der spätmittelalterliche Marktbefestigung von Cadolzburg.                                 | D-5-6531-0157 |      |
| (Standort) | Mittelalterliche und frühneuzeitliche Befunde im Bereich der befestigten Marktsiedlung                      | D-5-6531-0158 |      |
| (Standort) | Siedlung vorgeschichtlicher Zeitstellung.                                                                   | D-5-6531-0161 |      |